# Ludovic Magnin
Ludovic Magnin (ur. 20 kwietnia 1979 w Lozannie) – szwajcarski piłkarz grający na pozycji obrońcy oraz trener piłkarski. 

## Życiorys

### Kariera klubowa
W czasach juniorskich trenował w FC Echallens, Lausanne Sports i Yverdon-Sport FC. W 1998 roku dołączył do seniorskiej drużyny tego ostatniego. 1 lipca 2000 został piłkarzem AC Lugano. Po dwóch latach spędzonych w tym klubie odszedł do niemieckiego Werderu Brema. W Bundeslidze zadebiutował 27 stycznia 2002 w przegranym 1:2 meczu z Energie Cottbus. Grał w nim do 81. minuty, po czym został zmieniony przez Ivana Klasnicia. Łącznie w barwach Werderu rozegrał 45 meczów ligowych, w których strzelił 4 gole. W sezonie 2003/2004 zdobył wraz z nim mistrzostwo kraju. Po zakończeniu sezonu 2004/2015 dołączył na zasadzie wolnego transferu do VfB Stuttgart. W sezonie 2006/2007 po raz drugi świętował wygranie Bundesligi. W Stuttgarcie występował w latach 2005−2009, rozgrywając w tym czasie 135 spotkań w oficjalnych rozgrywkach. Ostatnim klubem w jego karierze zawodniczej był rodzimy FC Zürich. W 2012 roku zakończył profesjonalną grę.
20 lutego 2018 został trenerem FC Zürich. Wcześniej prowadził młodzieżowe drużyny tego klubu.

### Kariera reprezentacyjna
W reprezentacji Szwajcarii do lat 21 rozegrał 15 meczów i zdobył jednego gola. 16 sierpnia 2000 zadebiutował w seniorskiej reprezentacji. Miało to miejsce w zremisowanym 2:2 meczu z Grecją. Na boisku pojawił się w 46. minucie gry, zmieniając Stéphane Henchoza. Był powołany na Mistrzostwa Europy 2004 i 2008 oraz na Mistrzostwa Świata 2006 i 2010.